# سیکا
سیکا شهری در شهرستان ناسره در استان بام در بورکینافاسوی شمالی است و جمعیت آن ۶۳۴ نفر است.